# 75 mm armata polowa Typ 38
Armata polowa Typ 38 kal. 75 mm – japońska armata polowa produkowana na licencji niemieckiego działa Krupp 7.5 cm Model 1903, używana w okresie I i II wojny światowej oraz wojny chińsko-japońskiej.
Została skonstruowana w 1905 roku i stała się podstawową armatą pułków artylerii lekkiej wojsk japońskich. W 1926 roku została zmodernizowana, przystosowana do ciągu motorowego. 
Była podstawową armatą na wyposażeniu pułków artylerii lekkiej wojsk japońskich w trakcie II wojny światowej.